# Svetozar
Svetozar je moško osebno ime.

## Izvor imena
Ime Svetozar je različica moškega osebnega imena Svetislav.

## Pogostost imena
Po podatkih Statističnega urada Republike Slovenije je bilo na dan 31. decembra 2007 v Sloveniji število moških oseb z imenom Svetozar: 96.

## Osebni praznik
Osebe z imenom Svetozar lahko godujejo skupaj z Svetislavi.

## Znane osebe
- Svetozar Borojević, avstrijski maršal, vrhovni poveljnik soške fronte
- Svetozar Gligorić, srbski šahovski velemojster
- Svetozar Ilešič, slovenski geograf